# Acanthoscelides argentinus
Acanthoscelides argentinus is een keversoort uit de familie bladkevers (Chrysomelidae). De wetenschappelijke naam van de soort werd in 1938 gepubliceerd door Maurice Pic.